# Josephine Bakhita
Sveta Jozefina Bakhita (tal. Giuseppina Margherita Fortunata Bakhita) (Darfur, Sudan, 1869. – Schio, Italija, 8. veljače 1947.) svetica, sudanska časna sestra, koja je živjela u Italiji.

## Životopis

### Djetinjstvo
Rodila se u Darfuru u uglednoj obitelji. Živjela je mirnim i sretnim životom, dok je nisu oteli arapski trgovci robljem.

### Ropstvo
Bila je prisiljena prehodati 960 kilometara, nasilno je preobraćena na islam i pet puta preprodana kao robinja. Od trauma je zaboravila svoje pravo ime pa je nazvana Bakhita, što na arapskom znači "sretna". Služila je kod više obitelji, čiji su pripadnici bili okrutni prema njoj i svakodnevno je tukli i zlostavljali. Bila je na silu tetovirana i obilježena postupkom skarifikacije. Bila je sluškinja kod žene nekoga generala gdje je svakoga dana bila do krvi bičevana. Od posljedica toga bičevanja do kraja su joj života na tijelu ostala 144 ožiljka.
Dok je bila u Sudanu, talijanski diplomat Calisto Legnani otkupio ju je kao ropkinju, kako bi je oslobodio. Kad se Legnani morao vratiti u svoju zemlju, Bakhita je odlučila da ga prati, i došla je do Genove, i grada Zianigo. Kada su ju htjeli vratiti u Sudan, odbila je. U Zianigu je služila obitelj Michielo, a kasnije je došla živjeti među časne sestre Družbe Kćeri Milosrđa sv. Magdalene od Canosse (kanosijanke) u Veneciji, gdje je dobila prve sakramente katekumenata iz ruku venecijanskoga patrijarha, 9. siječnja 1890., a na krštenju je dobila ime Jozefina, te 8. prosinca 1896., postala časna sestra.

### Redovništvo
Jozefina Bakhita se kao časna sestra istaknula, ne samo po svojom pobožnosti i ljubavi prema Kristu i Euharistiji, nego i svojom pomoći za siromašne i najranjivije, tako da je prozvana od milja "Crna majka". Na nagovor redovničke poglavarice sjećanja na svoj život opisala je u Dnevniku (Il diario).
Umrla je u samostanu u mjestu Schio, 1947. godine, u dobi od 78 godina. Njeni neoštećeni posmrtni ostaci pokopani su ispod oltara crkve i samostana.

## Štovanje
Papa Ivan Pavao II. proglasio ju je blaženom 1992., i svetom u Rimu u listopadu 2000. godine.
Papa Benedikt XVI. spomenuo je njen život u enciklici "Spe salvi" raspravljajući o nadi.

## Vanjske poveznice
Ostali projekti
|  | Zajednički poslužitelj ima još gradiva o temi Jozefina Bakhita |

Mrežna mjesta
- Ida Zanolini, Priča o čudu  Arhivirana inačica izvorne stranice od 20. veljače 2021. (Wayback Machine)
- www.canossiansisters.org, mrežno mjesto redovničke zajednice kanosijanki